# Nieuwbeekmolen
De Nieuwbeekmolen was een watermolen op de Demer, gelegen aan Nieuwmolenweg 18 te Beverst.
De onderslagmolen, die als korenmolen fungeerde, werd gebouwd in 1862. Later werd het rad vervangen door een turbine en in 1912 werd het bedrijf vergroot en installeerde men tevens een stoommachine. In 1974 werd het bedrijf gestaakt. Door een verlegging van de Demer kan de molen niet meer werken, hoewel de turbine en het sluis- en maalwerk nog aanwezig zijn.
De molen maakt deel uit van een boerderijcomplex, waarvan het molenhuis en de molenaarswoning één vleugel uitmaken.
- Inventaris van het Bouwkundig Erfgoed (Vlaanderen): 609